# Sambrial
Sambrial är en stad i distriktet Sialkot i den pakistanska provinsen Punjab. Folkmängden uppgick till cirka 110 000 invånare vid folkräkningen 2017.